# Mitupampa (Piura)
Mitupampa es un caserío peruano ubicado en el distrito de Sondorillo, perteneciente a la provincia de Huancabamba del departamento de Piura, al norte del Perú. 

## Ubicación
Mitupampa se ubica al norte de la provincia de Huancabamba, en el distrito de Sondorillo, en el departamento de Piura.

## Demografía
En 2017 Mitupampa tenía una población de 459 habitantes.
| Gráfica de evolución demográfica de Mitupampa entre 1993 y 2017 |
|                                                                 |
| Fuentes: Población 1993 y 2017                                  |